# Pinneberg Mobil

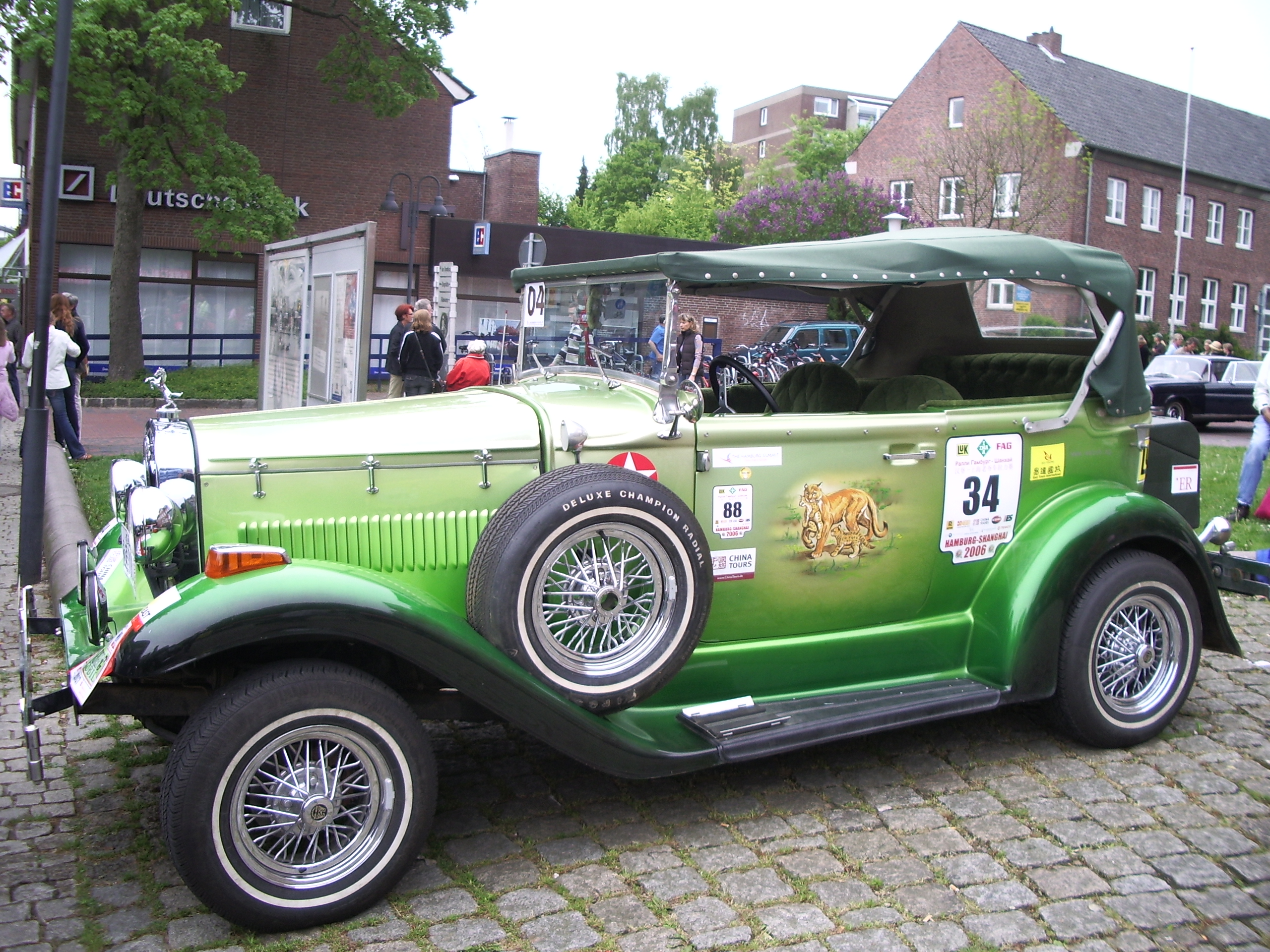
Replik eines Ford A Phaeton bei Pinneberg Mobil

Die Pinneberg Mobil ist eine Veteranenfahrt für Automobile und Motorräder und ein Oldtimertreffen, das zu den größten in Norddeutschland gehört. Begonnen wurde sie unter anderem zum Gedenken an die ehemaligen ILO-Motorenwerke.
Die Pinneberg Mobil findet seit 2000 jährlich statt. Anfangs am zweiten oder dritten Sonntag im Mai, seit 2012 immer am Sonntag nach Pfingsten. Die Strecke beginnt im Pinneberger Zentrum vor der Drostei und führt hauptsächlich durch den Kreis Pinneberg. Die Ausfahrt ist in eine Vormittags- und eine Nachmittagstour unterteilt, die jeweils wieder in Pinneberg endet. Bei der Tour werden meist weniger bekannte Sehenswürdigkeiten, Museen und private Sammlungen angefahren. Das Oldtimertreffen ist ganztags auf der Drosteiwiese.
In ungeraden Jahren gibt es zusätzlich am Samstag vorher die Pinneberg Pionier für Fahrzeuge bis Baujahr 1945 und alle Fahrzeuge, die einen ILO-Motor haben.